# Camprond
Camprond é uma comuna francesa na região administrativa da Normandia, no departamento Mancha. Estende-se por uma área de 6,32 km². Em 2010 a comuna tinha 418 habitantes (densidade: 66,1 hab./km²).